# Ранвье, Полин
Полин Ранвье (фр. Pauline Ranvier, род. 14 апреля 1994 года, Париж, Франция) — французская фехтовальщица на рапирах, серебряный призёр Олимпийских игр 2020 в Токио в командном первенстве, многократный призёр чемпионатов мира и Европы. Чемпионка Франции в команде (2022) и лично (2023).

## Биография
В 2015 году Полин выиграла бронзовую медаль европейского чемпионата в командных соревнованиях. В том же году француженка впервые приняла участие в чемпионате мира и заняла 29-е место в личном первенстве  и 3-е место в командном турнире.
В 2016 году Полин выиграла бронзовую медаль на чемпионате мира в командном первенстве, затем повторила этот результат на чемпионате Европы.
Через два года француженка стала бронзовым призёром чемпионатов мира и Европы в командной рапире.
В 2019 году Полин вновь выиграла свою первую серебряную награду чемпионата Европы в командной рапире, уступив в борьбе за титул россиянкам. Через месяц, на чемпионате мира, француженка впервые в карьере стала медалисткой крупнейших соревнований в личном первенстве, проиграв в финальном поединке многократной чемпионке мира и победительнице Олимпийских игр 2016 года россиянке Инне Дериглазовой.
Окончила Университет Париж—Эст-Кретей—Валье-де-Марн. С 2018 года служит в Вооружённых силах.

### Чемпионаты мира
- Серебро — чемпионат мира 2019 года (Будапешт, Венгрия)
- Бронза — чемпионат мира 2015 года (Москва, Россия) (команды)
- Бронза — чемпионат мира 2016 года (Рио-де-Жанейро, Бразилия) (команды)
- Бронза — чемпионат мира 2018 года (Уси, Китай) (команды)

### Чемпионаты Европы
- Серебро — чемпионат Европы 2019 года (Дюссельдорф, Германия) (команды)
- Бронза — чемпионат Европы 2015 года (Монтрё, Швейцария) (команды)
- Бронза — чемпионат Европы 2016 года (Торунь, Польша) (команды)
- Бронза — чемпионат Европы 2018 года (Нови-Сад, Сербия) (команды)